# Jordi Culé
Jordi Culé, anomenat Català de segon cognom, és un personatge creat per Óscar Nebreda, dibuixant d'El Jueves, el setembre de 1990, durant la temporada 1990-1991 de la Lliga de Futbol espanyola. Era un personatge còmic que representava l'esperit de l'aficionat barcelonista. Sortia a TV3 sobreposat en pantalla i, en moments puntuals durant els partits del Barça, animava, celebrava els gols, mostrava avorriment o satisfacció. Va emetre's durant les quatre lligues de Cruyff i fins a l'època del Bobby Robson, amb unes quantes interrupcions. No es van emetre totes les animacions que es van fer, unes quantes es van quedar al calaix de TV3.

Alguna de les frases que feia servir era: 
| « | vinga nenes a l'escenariu que ha marcat Romariu | » |

A Sant Antoni de Portmany, Eivissa, i a El Provencio, Conca, hi ha dues penyes del Barça que es diuen Penya Barcelonista Jordi Culé i Peña Barcelonista Jordi Culé respectivament en honor del divertit personatge de còmic televisat.

## Emissió polèmica
Va emetre's per primera vegada el 8 de setembre de 1990, durant la 2a jornada de Lliga, en un Sevilla - Reial Madrid, partit televisat en directe per TV3 i les televisions autonòmiques de l'Estat espanyol.
Durant el partit, mentre els dos equips anaven empatats 0-0, el Sevilla va cometre una falta a la seva pròpia àrea al jugador madridista Hugo Sánchez que va ser sancionada amb penal. Llavors, Hugo Sánchez va xutar el penal, que va fallar per una aturada del porter sevillista Unzué. Just en aquest moment, va aparèixer per primera vegada en Jordi Culé, una caricatura d'un ninot esbojarrat mofant-se d'Hugo Sánchez, fet que desencadenaria una gran polèmica.
El cap d'esports de TV3 va declarar que l'"única intenció era la de plasmar, en clau d'humor, com veu un barcelonista els partits del seu més etern rival". El Reial Madrid va decidir vetar la televisió pública catalana, prohibint l'entrada dels seus càmeres al Santiago Bernabéu i no fent declaracions en aquest mitjà de comunicació. El personatge va deixar de sortir quan aparegué en un partit del Reial Madrid.

### Reacció de TV3
Dies després, TV3 va demanar disculpes al Reial Madrid a través d'una carta dirigida a Ramón Mendoza, en la qual manifestava que "no va tenir intenció d'ofendre o menysprear a un club que mereix el nostre respecte. […] En planificar l'aparició d'aquests dibuixos no podíem imaginar que ningú pogués sentir-se ofès i lamentem que s'hagi interpretat en un sentit diferent al de la nostra intenció. El propòsit del dibuix animat mai va ser mofar-se de jugadors ni entitats, sinó simplement el de fer una caricatura, en clau d'humor, de les reaccions de diferents personatges davant situacions produïdes durant les transmissions"

## Campanya 'Fem que torni... Jordi Culé!'
El 28 d'octubre de 2006 es va posar en marxa una campanya curiosa: la dels qui reclamen a TV3 que faci tornar el personatge de Jordi Culé a les retransmissions televisives dels partits del Barça.

### Vídeos
- Vídeo d'en Jordi Culé (Facebook)
- Entrevista a Óscar Nebreda (YouTube)